# John Croghan
John C. Croghan (23 avril 1790 - 11 janvier 1849) est un médecin américain célèbre pour avoir acheté la grotte de Mammoth Cave, en 1839, dans l'espoir de soigner ses patients atteints de tuberculose.
En effet, le docteur Croghan pensait que la température constante et l'humidité de la grotte avaient des vertus curatives. Les patients tuberculeux étaient installés dans des huttes de bois et de pierres. Des visiteurs ont rapporté qu'ils entendaient la toux constante des patients qui étaient aussi « pâles que des squelettes ». La fumée des feux allumés pour la cuisson et le chauffage ne faisait qu'empirer l'état des malades. Plusieurs patients moururent et l'expérience fut abandonnée en 1843. L'humidité et la fraîcheur importante de la grotte aggravaient en effet les symptômes de la maladie. Cette expérience eu au moins l'intérêt d'améliorer la connaissance médicale de la maladie et la façon de la contrôler. 
Ironie du sort, Croghan mourut de la tuberculose en 1849.